# Ammothella hedgpethi
Ammothella hedgpethi là một loài nhện biển trong họ Ammotheidae. Loài này thuộc chi Ammothella. Ammothella hedgpethi được miêu tả khoa học năm 1953 bởi Fage.